# Callerya neocaledonica
Callerya neocaledonica är en ärtväxtart som beskrevs av Ivan Christian Nielsen och Veillon. Callerya neocaledonica ingår i släktet Callerya och familjen ärtväxter. Inga underarter finns listade i Catalogue of Life.